# Konferencja pokojowa w Madrycie
Konferencja pokojowa w Madrycie w 1991 – wielostronna trzydniowa konferencja pokojowa dotycząca konfliktu izraelsko-palestyńskiego zorganizowana w stolicy Hiszpanii pod auspicjami USA i ZSRR na przełomie października i listopada 1991. Wzięli w niej udział przedstawiciele Izraela, Palestyny, Egiptu, Jordanii, Libanu i Syrii. Dwustronnym negocjacjom towarzyszyły również obrady plenarne i wielostronne panele dyskusyjne.

## Geneza
Konferencja była efektem ośmiomiesięcznych zabiegów dyplomatycznych USA i ZSRR, głównie sekretarza stanu Jamesa Bakera. Stanowiły one efekt deklaracji prezydenta USA George’a Busha przed Kongresem, że „nadszedł czas, aby zakończyć konflikt arabsko-izraelski”. Stany Zjednoczone próbowały mediować na Bliskim Wschodzie mniej więcej od końca prezydentury Ronalda Reagana, gdy swój plan wielostronnych rozmów przedstawił sekretarz stanu George Shultz. Jednak Izrael nie chciał do niego przystąpić, bo nie zakładał on zakończenia intifady jako warunku koniecznego do rozpoczęcia negocjacji. W lipcu 1988 Jordania zmieniła swoją politykę wobec Zachodniego Brzegu, zrzucając odpowiedzialność za niego na OWP, co również podważyło sensowność planu.
W listopadzie 1988 USA udało się przekonać OWP do deklaracji odrzucenia terroryzmu i przyjęcia rezolucji Rady Bezpieczeństwa ONZ nr 232 i 338.
W 1989 i 1990 wysiłki USA skupiały się na forsowaniu planu izraelskiego premiera Icchaka Szamira. Wzywał on Palestyńczyków z Zachodniego Brzegu i strefy Gazy do wybrania reprezentacji, która będzie negocjowała tymczasowe warunki samorządności, a później porozumienie o statusie Palestyny. Mimo zabiegów dyplomacji amerykańskiej i egipskiej, Izrael nie chciał uznać negocjatorów związanych z OWP. W marcu 1990 działania dyplomatyczne musiały zostać zamrożone z powodu zmiany rządu w Izraelu i napięcia między USA a Izraelem w sprawie izraelskiego osadnictwa na terenach okupowanych. W czerwcu 1990 wątłe relacje między Izraelem a Palestyńczykami zostały przerwane, gdy Jasir Arafat odmówił potępienia ataku terrorystycznego przeprowadzonego przez frakcję OWP, Front Wyzwolenia Palestyny.
Zmianę na Bliskim Wschodzie przyniosło szybkie zakończenie, w marcu 1991, I wojny w Zatoce Perskiej. Bezapelacyjne zwycięstwo koalicji antyirackiej pod przewodnictwem Stanów Zjednoczonych, do której przystąpiło wiele krajów arabskich, jak Arabia Saudyjska, Egipt czy proradziecka Syria, wzmocniło obecność USA w regionie i na arenie międzynarodowej, przy malejącej roli ZSRR w realiach post-zimnowojennych. Poparcie OWP dla Iraku osłabiło zaś wpływy organizacji w świecie arabskim. Dało to administracji Busha możliwość nacisku na Palestyńczyków.
Między marcem a październikiem 1991 sekretarz stanu USA James Baker skutecznie przekonał liderów arabskich i palestyńskich, by porzucili warunek, aby negocjatorzy pochodzili z OWP i wschodniej Jerozolimy. Uzgodniono, że będą oni pochodzili jedynie z terytoriów okupowanych i będą stanowić wspólną delegację palestyńsko-jordańską. Z tego względu Arafat zaprosił do negocjacji takie osoby jak Fajsal al-Husajni. Po stronie Izraela Baker wymusił zgodę na negocjacje wielostronne, wstrzymując gwarancje kredytowe w wysokości 10 mld USD na pomoc w osiedleniu żydowskich emigrantów z ZSRR.

## Czas i miejsce
Konferencja odbyła się w Sali Kolumnowej Pałacu Królewskiego w Madrycie w dniach 30 i 31 października oraz 1 listopada 1991. Została sfinansowana przez Hiszpanię, USA i ZSRR.

## Uczestnicy
Konferencja w Madrycie była pierwszym spotkaniem, w którym wzięły udział wszystkie strony konfliktu trwającego od 1948.
W pierwszym dniu konferencji gośćmi byli: premier Hiszpanii Felipe González – gospodarz konferencji, prezydent USA George Bush i prezydent ZSRR Michaił Gorbaczow, oraz delegacje Wspólnoty Europejskiej, Egiptu, Arabii Saudyjskiej (Bandar ibn Sultan) i ONZ.
Drugiego dnia obecne były delegacje z Izraela (m.in. Icchak Szamir, Binjamin Netanjahu, Szelomo Ben Ammi), Libanu, Syrii (minister spraw zagranicznych Faruk asz-Szara) i delegacja jordańsko-palestyńska. Ostatniego dnia ponownie dołączyła delegacja z Egiptu. Przybyli również: minister spraw zagranicznych ZSRR Boris Pankin, sekretarz stanu USA James Baker, amerykański dyplomata z Kairu Kenton Keith, ambasador USA w Izraelu William Andreas Brown oraz minister spraw zagranicznych Holandii Hans van den Broek (z ramienia Wspólnoty Europejskiej).
Delegacja jordańsko-palestyńska pozostawała taka jedynie z nazwy; fikcją wymuszoną żądaniem strony izraelskiej. Obie grupy miały własne, czasem odmienne interesy. Podczas konferencji nikt nie ukrywał, że główni rzecznicy sprawy palestyńskiej, jak Hanan Aszrawi, są poza kontrolą szefa delegacji jordańskiej. Drugiego dnia konferencji Palestyńczycy postanowili dać temu wyraz i postawili na stole własną tabliczkę z napisem „Delegacja Palestyńska”. Po interwencji Kentona Keitha zdjęli ją jednak.

## Efekty
Konferencja nie przyniosła żadnych natychmiastowych decyzji. Strony w większości trwały przy znanych stanowiskach i nie zawsze traktowały się poważnie. Jednak ich chęć pozostania w dialogu stanowiła początek, ponawianych do dzisiaj, rozmów i negocjacji i przyniosła pierwszą poważną zmianę w postrzeganiu Izraela przez państwa arabskie od czasu porozumień z Camp David. Kenton Keith podkreślał, że obecność mediów na konferencji, wówczas wręcz natarczywa, była „tak samo ważna, jak przemowy głównych delegatów. Ważne było nie to co dzieje się za kulisami, ani nawet różnice między organizacjami i delegacjami. Ważne było, że to cholerne spotkanie w ogóle ma miejsce, że na oczach całego świata dochodzi do szerokiego spotkania Arabów i Izraelczyków. Różnice zdań nie były ważne, bo te różnice były i tak dobrze znane”.
Rozmowy były ponawiane w Waszyngtonie (dwustronne) i Moskwie (wielostronne) w grudniu 1991 i styczniu 1992 roku. Izrael ostatecznie uznał przedstawicielstwo OWP, sfrustrowany faktem, że delegacja palestyńska nie była samodzielna i potwierdzała wszystko z Arafatem, co zaskutkowało w 1993 podpisaniem porozumienia z Oslo. Następnie, w 1994, doszło do podpisania przez króla Jordanii Husajna i premiera Izraela Icchaka Rabina traktatu pokojowego kończącego 46-letni stan wojny między krajami.
Rozmowy między Izraelem a Syrią były kontynuowane na poziomie ambasadorów jeszcze na przełomie lat 1995/1996, mimo incydentu z udziałem Faruka asz-Szary, gdy konferencję opuścił premier Izraela Icchak Szamir. Szamir opuścił konferencję w piątek, aby zdążyć wrócić do Izraela przed szabasem, za co przeprosił, mając nadzieję, że nikt nie uzna tego za afront. Jednak zaraz potem asz-Szara niewybrednie skomentował wyjście Szamira i wyciągnął na pokaz list gończy z czasów Brytyjskiego Mandatu Palestyny za terrorystą Icchakiem Jaziernickim – czyli właśnie Icchakiem Szamirem, który od urodzenia do 1935 miał obywatelstwo polskie.